# Augusta Poell
Augusta Poell (* 23. Oktober 1906 als Auguste Pöll in München; † 3. Oktober 1955 in Oberhausen) war eine deutsche Sopranistin. Sie wirkte unter anderem als Solistin bei der Uraufführung der Carmina Burana von Carl Orff am 8. Juni 1937 in Frankfurt am Main mit und war von 1938 bis 1947 am Dessauer Theater engagiert. Bei der Einweihung des neuen Dessauer Theaters 1938 sang sie die Agathe in Webers Freischütz. Bei der Uraufführung der Oper Carina Corvi von Fritz Neupert (1893–1943) 1938 übernahm sie die Titelpartie. Vor allem als Wagner-Sängerin wurde sie zum Publikumsliebling. Mit einer glänzenden Salome in der gleichnamigen Oper von Richard Strauss nahm sie 1947 Abschied von diesem Theater und zog nach Eisenärzt (Bayern), später nach Oberhausen, wo sie im Alter von 48 Jahren verstarb.

## Leben
Als viertes von fünf Kindern des „Polizeibürodieners“ August Pöll und dessen Ehefrau Franziska in München geboren studierte Poell Gesang und Klavier in ihrer Heimatstadt. Danach absolvierte sie zunächst ein Volontariat an der Münchner Staatsoper, wo zu dieser Zeit Hans Knappertsbusch als Generalmusikdirektor wirkte. Danach war sie in Breslau (Wrocław) und Wien tätig. Seit der Zeit in Breslau nutzte sie ihren Künstlernamen Augusta Poell.
Im Jahr 1935 gehörte sie zum Ensemble des Münchner Theaters am Gärtnerplatz, gefolgt von einem Engagement am Opernhaus in Frankfurt am Main. Von 1938 bis 1947 war sie am Theater in Dessau engagiert. Ein Jahr nach Antritt dieses Engagements heiratete sie den Dessauer Rechtsanwalt Ernst Kahleyß. Das Ehepaar hatte zwei Kinder, Siegfried Ulrich (1940–2003), und Anna Franziska Augusta Amelia, 1942 geboren.
1947 siedelte die Familie nach Eisenärzt in Bayern über, ein Jahr später nach Oberhausen am Rhein. Hier erkrankte Augusta Poell an einer bösartigen Krankheit, der sie schließlich nach schwerem Leiden am 3. Oktober 1955, 20 Tage vor ihrem 49. Geburtstag, erlag. Ihre letzte Ruhe fand sie auf dem Parkfriedhof in Dinslaken; das Grab ist nicht erhalten.

## Künstlerisches Wirken
Augusta Poell war nach den Berichten in der damaligen Presse eine sehr ansprechende Bühnenerscheinung, war 1,70 Meter groß, hatte braunes Haar und braune Augen und dazu eine wunderschöne Sopranstimme.
Wegen ihrer Mitwirkung bei der Einweihung des neuen Dessauer Theaters 1938 kam es zu einem Streit zwischen den beiden verantwortlichen Intendanten. Der Frankfurter Intendant Hans Meissner wollte die Künstlerin nicht freigeben, zumal sie noch am 8. Juni 1937 bei der szenischen Uraufführung der Carmina Burana von Carl Orff im Frankfurter Opernhaus als Solistin unter der musikalischen Leitung von GMD Bertil Wetzelsberger mitgewirkt hatte, während sein Kollege in Dessau, Hermann Kühn, sie unbedingt für die Partie der Agathe im Freischütz von Carl Maria von Weber bei der Einweihung des neuen Theaters am 29. Mai 1938 gewinnen wollte. Ohne ihre Kenntnis schlossen die beiden Intendanten schließlich einen Arbeitsvertrag für das Engagement in Dessau ab, das sie am 1. Mai 1938 antrat.
Noch im ersten Jahr ihres Engagements in Dessau 1938 sang sie nach der Agathe im Freischütz von Carl Maria von Weber die Titelpartie   bei der Uraufführung der Oper Carina Corvi von Fritz Neupert. Der gleichsam triumphale Erfolg dieser Aufführung wurde von der Presse vor allem dem Dirigenten Generalmusikdirektor Helmut Seidelmann (1895–1960) und den beiden Gesangssolisten Augusta Poell und Horst Wolf (1894–1980) in der Partie des Marco Vanosti zugeschrieben. In der Presse war über Augusta Poell zu lesen: „Diese Carina vereinigte eine natürliche Anmut aller Bewegungen mit höchst lebendiger sehr steigerungsfähiger Ausdruckskraft. Ihre schöne, gesunde, von nie versagender Musikalität geleitete Stimme bot in der dankbaren Gesangspartie ungetrübten Genuß.“
Nachdem Augusta Poell in Carl Maria von Webers Freischütz und in Carina Corvi mit dem Heldentenor Horst Wolf zusammengearbeitet hatte, entwickelte sie sich an seiner Seite zu einer gefeierten Wagner-Sängerin. Sie sang in kurzer Folge die Partien der Elisabeth in Tannhäuser, die Sieglinde in Walküre, die Eva in Die Meistersinger von Nürnberg und die Elsa in Lohengrin. Dabei ist hervorzuheben, dass damals in Dessau diese Opern im Repertoire waren und in zahlreichen Aufführungen innerhalb weniger Wochen gebracht wurden, so z. B. gestaltete sie allein die Elsa 22 Mal. Sie sang die Elisabeth in Don Carlos, die Amelia in Verdis Ein Maskenball, die Santuzza in Cavalleria rusticana von Mascagni, in Hoffmanns Erzählungen, in Sizilianische Vesper, Ariadne auf Naxos, die Titelpartie in Manon Lescaut und die Eurydike in Orpheus und Eurydike von Christoph Willibald Gluck. Darüber hinaus war sie eine geradezu ideale Mozart-Sängerin. Mit großem Erfolg hat sie die Partien der Pamina in der Zauberflöte, der Donna Elvira in Don Giovanni und der Gräfin in Figaros Hochzeit gestaltet. Auch war sie in Operetten wie Die Fledermaus, Der Bettelstudent, Der Zigeunerbaron und Gasparone erfolgreich. Ein letzter Höhepunkt ihrer Zeit in Dessau war 1946 die Partie der Salome in der gleichnamigen Oper von Richard Strauss mit Horst Wolf als Herodes in der Regie von Dr. Georg Hartmann. Nach neun Jahren Zugehörigkeit zum Dessauer Theater verließ sie 1947  – wie auch Georg Hartmann, der Staatsintendant in München wurde – Dessau für immer.
Noch im Juli 1947 hatte sie die Partie der Medea in der deutschen Erstaufführung der Händel-Oper Teseo (Theseus) bei den Göttinger Händel-Festspielen unter Leitung des verdienstvollen Fritz Lehmann (1904–1956) gesungen. Bei dem ersten Gastspiel eines deutschen Opernhauses in Lissabon 1948 war sie Mitglied des Ensembles der Bayerischen Staatsoper. Unter der künstlerischen Gesamtleitung von Dr. Georg Hartmann wurden die Wagner-Opern Die Walküre und Tristan und Isolde mit den Dirigenten Georg Solti und Franz Konwitschny am Pult je zweimal mit großem Erfolg aufgeführt.
Nach ihrem Umzug nach Oberhausen 1948 – zunehmend gezeichnet von ihrer schweren Erkrankung – hat sie dort nur noch gelegentlich Liederabende gegeben.
Tonaufnahmen mit der Stimme der Sängerin sind nicht erhalten.